# 지방도 제596호선
지방도 제596호선은 충청북도 청원군 오창읍 가좌삼거리와 청주시 흥덕구 가경동 터미널사거리를 잇던 충청북도의 지방도이다.
2010년 9월 3일 지방도 제693호선과 통합되었다. 도로현황조서 등에는 이 지방도의 종점이 '청주시 흥덕구 용정동'으로 기록되어 있지만 이는 잘못된 표기이다.
2017년 7월 7일 지방도 제696호선으로 변경되었다.

## 연혁
- 2003년 2월 14일 : 노선 폐지 및 재지정으로 종점이 '청주시 흥덕구 용정동'에서 '청주시 흥덕구 강서동'으로 변경[2]
- 2006년 11월 17일 : 청원군 옥산면 오산리 460m 구간 개통[3]
- 2008년 12월 26일 : 지방도 도로구역 지정[4]
- 2010년 3월 12일 : 성산 ~ 두릉간 도로 확포장공사 시행으로 인해 청원군 오창읍 성산리 ~ 두릉리 6.34km 구간 도로구역 변경[5]
- 2010년 9월 3일 : 지방도 제693호선과 통합[6]
- 2017년 7월 7일 : 지방도 제696호선으로 변경[7]

## 주요 경유지
- 청원군
  - 오창읍 가좌삼거리 - 가좌리 - 백현2교
  - 옥산면 백현2교 - 백현리 - 호죽교 - 호죽삼거리 - 국사리 - 몽단이삼거리 - 몽단이고개 - 옥산중학교 교차로 - 옥산중학교 - 오산리 - 옥산 교차로 - 옥산교

- 청주시
  - 흥덕구 옥산교 - 신촌동 - 청주역사거리 - 서청주 나들목 - 서청주교사거리 - 비하동 - 터미널사거리

## 도로명
- 청원군 오창읍 가좌삼거리 ~ 옥산면 오산리 : 오산가좌로
- 청원군 옥산면 오산리 ~ 청주시 흥덕구 청주역사거리 : 청주역로
- 청주시 흥덕구 청주역사거리 ~ 서청주교사거리 : 직지대로
- 청주시 흥덕구 서청주교사거리 ~ 터미널사거리 : 2순환로